# Овцы в волчьих шкурах. В защиту порицаемых
Овцы в волчьих шкурах. В защиту порицаемых (англ. Defending the Undefendable) — это книга американского экономиста Уолтера Блока, впервые выпущенная в 1976 году. Книга развивает идею о том, что различные члены общества подвергаются стигматизации за совершение действий, которые часто являются нелегальными или аморальными, но не нарушают принцип ненападения. Блок также утверждает, что такие люди даже могут принести пользу обществу. Каждая глава повествует о разных людях, например: о проститутках, шантажистах, сутенёрах, наркоманах.

## Отзывы
Мюррей Ротбард считал, что показывая даже самые маргинальные сценарии, Блок «Демонстрирует работоспособность и нравственность свободного рынка лучше чем десятки других книг, рассказывающих о нём с других сторон. Проверяя и доказывая самые экстремальные варианты, он всё больше и больше подтверждает теорию».
Либертарианская активистка Шэрон Пресли имела более критическое отношение к работе. Соглашаясь с большей частью тезисов, она называла книгу «Причудливой комбинацией как превосходных, так и ужасающих элементов» (англ. a bizarre combination of both excellent and horrible elements). Она похвалила его книгу, за «корректный политический и экономический анализ», но также и раскритиковала, за «сенсационный стиль», «ошибочную логику» в некоторых местах, а также за «слишком механистический взгляд на поведение людей и пренебрежение их чувствами». Она боялась, что работа могла наоборот дискредитировать идеи которые она продвигала, придя к выводу, что это «скорее угроза либертарианскому движению, чем помощь», и, с прискорбием подтверждает тезис Айн Рэнд о том, что «злейшие враги капитализма — это его защитники».
Джон Стоссел высказался о книге в положительном ключе. «Эта книга… она открыла мне глаза на красоту либертарианства. Она доходчиво объясняет, что то, что принято считать злом — таковым не является» — заявил Стоссел. В 2011 он написал, что «экономика освещает то, что упускает из виду здравый смысл», назвал её «открывающей глаза» и подробно описал содержание.
Философ Тибор Махан, разделяющий взгляды Блока, писал, что эта книга «защищает некоторые глупые идеи, хотя по существу направлена на поддержку хорошего дела… Он поднимает множество важных вопросов, пускай и несколько неадекватным образом».